# Torino Esposizioni
Torino Esposizioni è un ex complesso fieristico permanente, proprietà della Città di Torino, localizzato ai margini del quartiere San Salvario, nell’estremità sud del Parco del Valentino. Il Valentino, fin da metà dell’Ottocento, quando era ancora periferico, era stato destinato a sede delle esposizioni nazionali e internazionali tenute in città.
Il complesso fu progettato, edificato, trasformato e ricostruito (dopo i bombardamenti dell'agosto 1943) in tempi e forme diversi, in un arco temporale che va dalla seconda metà degli anni trenta alla fine degli anni cinquanta del Novecento, da architetti e ingegneri quali Umberto Cuzzi, Ettore Sottsass sr., Roberto Biscaretti di Ruffia, Pier Luigi Nervi e Riccardo Morandi.
Il complesso, denominato Palazzo della Moda, fu costruito tra il 1937 e il 1938 su progetto dell’architetto Ettore Sottsass sr. e fu un rilevante esempio italiano di architettura razionalista. La sua realizzazione comportò la demolizione del preesistente Palazzo del Giornale, neobarocco, risalente all’Esposizione internazionale delle industrie e del lavoro del 1911, già riadattato nel 1922 e oggetto nel 1933 di una trasformazione provvisoria in stile razionalista da parte dell’architetto Umberto Cuzzi.
In seguito agli ingenti danni subiti nei bombardamenti durante la Seconda guerra mondiale, in soli tre anni (1948-1950) l’edificio, pur conservando parti notevoli dell’opera di Sottsass, fu ricostruito nelle parti distrutte e considerevolmente ampliato dall’ingegnere Pier Luigi Nervi su progetto dell’ingegnere Roberto Biscaretti di Ruffia, con l’impiego di tecniche costruttive fortemente innovative. Esso divenne non solo la sede espositiva (denominata da allora Torino Esposizioni) della produzione industriale connessa con la ripresa economica torinese, piemontese e italiana del secondo dopoguerra, ma anche luogo deputato a ospitare innumerevoli iniziative di grande richiamo popolare, nonché importanti rassegne di carattere internazionale.
Al 1959 risale l’ultimo ampliamento: un grande spazio espositivo ipogeo progettato dall’ingegnere Riccardo Morandi (Padiglione Morandi) nell’area poco distante del vecchio galoppatoio sorto sul luogo del precedente laghetto dei pattinatori, collegato al complesso principale da una galleria sotterranea.
L’attività fieristica proseguì fino al 1989, data in cui fu trasferita al Lingotto. Negli anni successivi il complesso rimase poco utilizzato con la sola eccezione del 2006, quando il Padiglione "Giovanni Agnelli" ospitò alcuni incontri di hockey su ghiaccio ai XX Giochi olimpici invernali e tutto il torneo di hockey su slittino ai IX Giochi paralimpici invernali disputati entrambi a Torino. Attualmente l'Università degli Studi e il Politecnico di Torino ne occupano una parte.
I fondi del PNRR (Piano nazionale di ripresa e resilienza) consentiranno di realizzare il progetto di insediamento della nuova Biblioteca civica centrale di Torino nel Padiglione Giovanni Agnelli.

## Storia

### Il Palazzo del Giornale (1911-1932)
Il "Palazzo stabile delle esposizioni" (successivamente noto come Palazzo del Giornale), costruito nel 1911 per l’Esposizione internazionale delle industrie e del lavoro, indetta in occasione dei festeggiamenti per il cinquantenario dell’Unità d’Italia, fu progettato come struttura permanente (a differenza degli altri padiglioni dell’Esposizione, provvisori e destinati a essere smantellati al termine dell’evento, come in genere accadeva per simili strutture) al fine di dotare la città di una sede stabile per mostre e rassegne future. L’edificio, localizzato nell’estremità sud del Parco del Valentino, in posizione trasversale rispetto all’angolo formato da via Francesco Petrarca e corso Massimo d’Azeglio, prese il posto del vecchio Palazzo delle Belle arti in stile neogreco, sorto in quell'area come struttura provvisoria in occasione della Esposizione generale italiana del 1884, ma utilizzato più volte in seguito e per questo oggetto nel corso degli anni di numerosi interventi per adeguarlo alle esigenze delle nuove rassegne (tra le quali sono da ricordare la prima Esposizione internazionale di automobili del 1900 e l’Esposizione internazionale d'arte decorativa moderna del 1902, che introdusse in Italia l’Art Nouveau.
Il Palazzo del Giornale, che ospitò nel 1911 l’arte della stampa e la fabbricazione della carta (di qui il nome), era in stile neobarocco, sovraccarico di decorazioni, simile ai padiglioni parigini tardo ottocenteschi, rigidamente simmetrico: al centro di una facciata lunga 105 metri era collocato l’ingresso monumentale formato da una maestosa scalinata che conduceva a un portale con lunetta vetrata; alle estremità vi erano quattro torrette. L’interno era a due piani. Il vastissimo salone alto 23 metri con una superficie di 1.760 metri quadrati era sormontato da una enorme cupola. La struttura era in cemento armato, tecnologia costruttiva che a Torino si impiegava da pochi anni, e fu realizzata dalla società dell’ingegnere Giovanni Antonio Porcheddu, concessionario esclusivo per l'Italia del "Systéme Hennebique". Il cemento armato fu una scelta motivata dall’intenzione di costruire un edificio permanente. Alla progettazione della cupola («24 metri di luce, impostata su pianta quadrata [...] costituita da una soletta sottile 10 centimetri, con nervature»), partecipò l'ingegnere Arturo Danusso, collaboratore di Porcheddu fino al 1915, quando divenne docente di meccanica delle costruzioni presso l'Università di Milano.
Per quanto riguarda lo stile neobarocco, caratteristico dei padiglioni dell’Esposizione (stile probabilmente ritenuto più consono all’ufficialità dell’evento), l’edificio suscitò molte polemiche tra intellettuali, architetti e artisti torinesi che nel 1902 avevano partecipato al dibattito sull’Arte nuova e la nuova architettura, che lo considerarono un esempio del tardivo ed effimero ritorno all’eclettismo storicistico. Occorre comunque ricordare che nelle realizzazioni architettoniche cittadine sono rilevabili, in quel periodo e successivamente, casi importanti di ibridazione e mescolanza di stilemi nominalmente contrapposti, ma variamente declinati e fusi insieme.
Dopo l’Esposizione del 1911 l’edificio cadde in uno stato di progressivo abbandono, causa di un rapido declino che lo trasformò in un rudere dimenticato, complice anche la Prima guerra mondiale durante la quale fu usato come magazzino militare.
Nel 1922, tornata attuale per Torino la necessità di disporre di un palazzo stabile adatto ad ospitare grandi eventi, un comitato di personalità cittadine prese la decisione di riadattare l’edificio allo scopo immediato di ospitare mostre artistiche e industriali. Le risorse finanziarie per l’intervento furono in parte messe a disposizione dal Municipio e in parte raccolte tramite pubblica sottoscrizione. Il Palazzo risorse in forme sobrie, ripulito dalle ridondanti decorazioni, rinnovato nei materiali usati, nella prospettiva di una lunga esistenza. Fu altresì deciso di concedere per vent’anni la gestione del Palazzo del Giornale a un ente autonomo partecipato dalla Città di Torino, dall’Associazione della stampa subalpina e dalla Camera di commercio. Nell’immediato il Palazzo ospitò l’Esposizione internazionale di fotografia, ottica e cinematografia in programma già per il maggio 1923. Nei pressi fu allestito un teatro all’aperto che riscosse un grande successo di pubblico, con spettacoli cinematografici, manifestazioni artistiche, corsi di fotografia. In questo teatro venne rappresentata l’opera "La santa primavera" di Sem Benelli.. La prima rappresentazione ebbe luogo il 20 luglio 1923.
Negli anni seguenti si tennero presso il Palazzo del Giornale numerose manifestazioni di varia importanza:
- L’Esposizione internazionale dell’automobile e dello sport, inaugurata il primo giugno 1924 si tenne in due edifici separati: presso il Palazzo del Giornale vennero presentate le carrozzerie, mentre allo Stadium, sito in quella che fu piazza d’Armi, le automobili e gli accessori.[11]
- Nel 1928 nel Parco del Valentino si tenne l’Esposizione nazionale italiana dedicata al IV centenario della nascita di Emanuele Filiberto e al X anniversario della Vittoria, cui il regime fascista impresse un carattere fortemente propagandistico[12].
- Nel Palazzo del Giornale, per l’occasione denominato Palazzo della Seta, venne allestita la Mostra internazionale della seta, parte importante del settore moda dell’Esposizione. Di fronte al Palazzo della Seta si ergeva il padiglione del Palazzo della Moda, struttura provvisoria progettata da Giuseppe Pagano e Gino Levi-Montalcini.[13]

Nell’Esposizione del 1928 molti giovani architetti (ricordiamo tra gli altri appunto Giuseppe Pagano e Alberto Sartoris) per la prima volta realizzarono costruzioni in “stile moderno”, in un clima culturale fortemente conflittuale tra la volontà di cambiamento caratteristica di un certo ambiente cittadino intellettuale e cosmopolita e il forte attaccamento alla tradizione.
Due anni più tardi, nel 1930, il Palazzo del Giornale venne designato dal Municipio come sede provvisoria per la durata di tre anni del Museo nazionale del Risorgimento italiano, collocato dal 1908 presso la Mole Antonelliana, edificio che necessitava di non brevi lavori di consolidamento. Nel 1936 il Museo fu definitivamente trasferito a Palazzo Carignano.
Nel 1932 il Palazzo del Giornale ospitò la Mostra della moda e dell’ambiente. Per l’occasione nell’edificio furono realizzate “suggestive ambientazioni”. I progetti per la suddivisione degli spazi interni ed esterni all’edificio furono affidati ad artisti e architetti quali Gigi Chessa, Annibale Rigotti, Aldo Morbelli e Gino Levi-Montalcini. Dopo questa mostra il Palazzo del Giornale fu definitivamente assegnato all’Ente della moda e destinato ad ospitare l’imminente 1ª Mostra annuale della moda prevista nell’aprile 1933..

### Il Palazzo del Giornale nel progetto dell’architetto Umberto Cuzzi (1933-1936)
Nell’ambito della politica autarchica del regime fascista sviluppatasi nel corso degli anni trenta, l’individuazione di Torino quale città capitale della moda avvenne in ragione delle importanti presenze industriali in Piemonte (la SNIA Viscosa a Torino, l’industria laniera nel biellese, la cotoniera nell’alto novarese) e della volontà di favorire lo sviluppo del settore della confezione.
Nel 1932 il Palazzo del Giornale ospitò la Mostra della moda e dell’ambiente, che ottenne un successo tale da spingere il podestà a promuoverne la trasformazione da occasionale a permanente con, a partire dal 1933, due mostre annuali in primavera e in autunno.. Fu anche istituito un Ente autonomo per la mostra permanente della moda nazionale con lo scopo di valorizzare e sviluppare l’industria italiana dell’abbigliamento, affrancandola dalle influenze straniere. Il Palazzo del Giornale fu definitivamente assegnato a questo Ente e destinato ad ospitare la 1ª Mostra annuale della moda dell’aprile 1933. Nonostante il restyling del 1922, l’edificio risultava chiaramente sorpassato e venne quindi incluso per l’occasione in un progetto di ispirazione razionalista realizzato dall’architetto Umberto Cuzzi. Il progetto prevedeva un complesso espositivo formato appunto dal Palazzo del Giornale (completamente mascherato nella facciata principale da una semplice parete lignea di 25 metri), che diventò il teatro delle sfilate di moda, e da due nuovi padiglioni: il Padiglione dell’Alta moda, a pianta rettangolare, e il Padiglione dell’Esposizione-Fiera, a ferro di cavallo, collegati da un portico che delimitava un cortile interno centrale. L’ingresso era collocato nell’angolo tra corso Massimo d’Azeglio e via Francesco Petrarca. I due nuovi padiglioni erano costituiti da una struttura in legno ricoperta di eternit.
Questo complesso in “stile razionale” fu voluto dagli industriali più aperti alla nuova architettura, tra i quali Riccardo Gualino. Alla realizzazione degli interni collaborarono artisti e architetti legati a quest’ultimo, al Movimento italiano per l’architettura razionale torinese e al futurismo.
Il complesso di Umberto Cuzzi non era costruito per durare. Si rendeva quindi necessaria e urgente una nuova costruzione, permanente e più adeguata sia alle mostre della moda sia alle future esposizioni. Nel maggio 1936, su iniziativa del Comune di Torino, venne indetto un concorso per la realizzazione del nuovo complesso. Vincitore fu il progetto razionalista dell’architetto Ettore Sottsass sr., che escludeva il riutilizzo del Palazzo del Giornale che, una volta traslocato il Museo nazionale del Risorgimento italiano a Palazzo Carignano, venne demolito nel novembre del 1936.

### Il Palazzo della Moda (1936-1943)
Dopo la 1ª Mostra annuale della moda nell’aprile 1933, divenne chiara la necessità di disporre per il futuro di un complesso permanente, moderno e versatile, in grado di soddisfare le più svariate esigenze espositive, requisiti questi che il vecchio Palazzo del Giornale incluso nella provvisoria rielaborazione razionalista di Umberto Cuzzi (utilizzato comunque fino al 1936), non poteva soddisfare. Nel 1936 la municipalità e i due enti interessati (l’Ente nazionale della moda e il Comitato delle manifestazioni torinesi) indissero un concorso per un complesso di edifici permanenti, chiamato Palazzo della Moda, concepito per settori indipendenti e adattabili a scopi diversi, localizzato nei pressi del vecchio Palazzo del Giornale, del quale si concedeva il riutilizzo. Si richiedevano locali per mostre e manifestazioni, un museo della moda, uffici, un teatro all’aperto e uno al chiuso con doppio boccascena, magazzini, ristorante, bar e un ampio ingresso.
Risultò vincitore il progetto dell’architetto trentino Ettore Sottsass sr., dal 1929 residente in Torino, città dalla forte apertura culturale verso la nuova architettura. Vennero altresì segnalati quattro progetti di architetti tutti in qualche modo legati alla corrente razionalista: quello di Contardo Bonicelli e Alfio Guaitoli, di Gino Levi-Montalcini, di Ferruccio Grassi e Mario Passanti e quello di Giorgio Rigotti.
La configurazione planimetrica concepita da Sottsass fu ritenuta ordinata ed equilibrata. Nel progetto era chiara e compiuta l’impostazione razionalista e funzionale, con richiamo evidente alla semplicità dell’architettura industriale. Il progetto escludeva il riutilizzo del vecchio Palazzo del Giornale, destinato quindi alla demolizione. I nuclei principali del progetto (quattro edifici contigui ma indipendenti disposti attorno a un giardino rettangolare), orientati su corso Massimo d’Azeglio, si articolavano nel modo seguente: sul lato corto del giardino lungo via Francesco Petrarca il teatro al chiuso e il teatro all’aperto; sull’altro lato corto il salone delle esposizioni con l’ingresso principale (un vestibolo gigante dall’alto colonnato) e un edificio a pianta circolare con il ristorante. Questi nuclei paralleli erano collegati, verso corso Massimo d’Azeglio, da una galleria coperta al di sopra della quale erano posti gli uffici con finestre "a nastro", mentre al piano terra sotto l’ampio porticato a tutta altezza aperto sul giardino interno si trovavano spazi per servizi vari (posta, tabaccheria, banca, telefoni, ecc.). Dalla parte opposta, verso viale Matteo Maria Boiardo, i due nuclei paralleli erano collegati da un capannone per esposizioni ispirato ai principi dell’architettura industriale (copertura a “denti di sega” sostenuta da pilastrini metallici) che chiudeva su quel lato il giardino interno. Il giardino era circondato da un porticato lungo tutto il suo perimetro. Su corso Massimo d’Azeglio erano collocati gli ingressi al teatro al chiuso da un lato e dall’altro agli spazi espositivi attraverso il vestibolo gigante dall’alto colonnato chiuso da un reticolo vetrato a riquadri; quest’ultimo, insieme alle superfici vetrate della rotonda del ristorante e a quelle dell’ingresso del teatro, davano vita con l’illuminazione notturna a un effetto visivo di grande impatto.
Il teatro all’aperto condivideva con quello al chiuso la torre scenica e si estendeva a sua volta lungo via Francesco Petrarca.
Il piano prevalentemente orizzontale su cui si sviluppava il complesso, con volumi non elevati, insieme al giardino interno, consentiva l’armonica integrazione nel contesto del grande parco. All’interno del giardino erano presenti il bar delle danze, una pista da ballo e lo spazio per i tavolini; vi era inoltre uno specchio d’acqua con un ponticello e un’isola per l’orchestra.
I lavori iniziarono nel marzo del 1937 e proseguirono fino al 1939, ma l’inaugurazione fu possibile già nel luglio del 1938. Nel 1939 vi si tenne la mostra Torino e l’autarchia.
Durante la guerra il complesso fu utilizzato come magazzino di materiale bellico e nel settembre 1943 fu pesantemente bombardato. Il Palazzo della Moda quindi non fu pressoché mai utilizzato.

### Torino Esposizioni: il Padiglione Giovanni Agnelli e il Palazzo del Ghiaccio (1948-1952)
Il recupero del complesso, pesantemente danneggiato dai bombardamenti dell'agosto 1943, avvenne nell’immediato dopoguerra non più seguendo il progetto autarchico, ormai tramontato, di Torino capitale della moda, ma in base alla nuova necessità fatta valere dall’Unione industriale fin dal 1946 di disporre di strutture adatte ad esposizioni finalizzate alla promozione dell’industria piemontese nel periodo della ricostruzione nazionale. Le più grandi imprese torinesi e i maggiori istituti di credito della città contribuirono alla raccolta dei fondi necessari. Nel 1947 venne fondata la Società del Palazzo delle Esposizioni (così il complesso era stato rinominato), partecipata dalle più importanti aziende industriali locali e in particolare dalla FIAT, fortemente impegnata nell’impresa. A questa Società la Città di Torino conferì per 25 anni l’uso di quanto rimaneva del Palazzo della Moda.
La progettazione, affidata a Roberto Biscaretti di Ruffia, ingegnere della FIAT, prevedeva la ricostruzione delle parti distrutte dai bombardamenti (il capannone per le esposizioni e il teatro al chiuso) senza alterare il complesso di Sottsass. Per quanto riguarda il progetto del padiglione che avrebbe sostituito il capannone per le esposizioni, a finalità diversa rispetto a quella originaria e il livello di innovazione ormai raggiunto dalle tecniche costruttive in cemento armato indirizzarono le scelte verso una copertura a grande luce senza sostegni intermedi, ottenibile attraverso l’uso di elementi prefabbricati. Fu così che si giunse all’affidamento del progetto esecutivo all’ingegnere Pier Luigi Nervi.
Grazie alle nuove tecniche di prefabbricazione il padiglione fu costruito in meno di un anno e inaugurato il 15 settembre 1948 per le celebrazioni del centenario dello Statuto Albertino. La volta del padiglione (circa 95 metri di luce per 10.000 metri cubi), copertura autoportante in voltini prefabbricati, era allora la più grande d’Europa e destò nella stampa dell’epoca molto scalpore, fino a divenire il simbolo della volontà di ricostruzione che animava il paese. La necessità di realizzare ampi spazi coperti aveva portato l’ingegnere Roberto Biscaretti di Ruffia a prevedere nel progetto del nuovo padiglione un’abside vetrata affacciata sul parco, anche questa realizzata da Pier Luigi Nervi, probabile richiamo alla rotonda del ristorante del palazzo di Sottsass. Per quanto riguarda il resto del complesso, Nervi conservò le parti restanti risalenti al progetto di Sottsass: il teatro (semplicemente ricostruito), il vestibolo gigante dall’alto colonnato, la rotonda, la galleria coperta con gli uffici soprastanti e il giardino interno, filtro tra la città e il parco.
L’estetica architettonica derivante dall’impostazione tecnicista-positivista di Nervi può essere così brevemente riassunta: i calcoli della scienza delle costruzioni erano considerati verità assolute, secondo le parole dell'architetto, «caposaldi di verità funzionale ... debbono far sentire la loro influenza anche sul carattere formale».
Nel 1949, considerato il successo delle celebrazioni del 1948 e del Salone dell’automobile dello stesso anno, gli industriali torinesi decisero di ampliare le superfici coperte: nello spazio occupato dal vecchio teatro all’aperto venne costruito da Pier Luigi Nervi un nuovo padiglione chiamato Palazzo del Ghiaccio, in quanto utilizzabile anche come impianto sportivo. La costruzione avvenne mediante un sistema di elementi prefabbricati che consentì anche in questo caso una rapida realizzazione: il palazzo, costituito da una volta a padiglione (da cui filtra per circa un terzo della sua altezza la luce naturale) poggiante su quattro arconi inclinati, venne inaugurato dopo soli cinque mesi di lavoro nella primavera del 1950.
Sempre nel 1950 la necessità di disporre di ulteriori grandi spazi coperti portò alla decisione di estendere il padiglione centrale (denominato Padiglione Agnelli) nello spazio occupato dal giardino interno progettato da Sottsass e ancora esistente, destinandolo quindi all’eliminazione. Nonostante i dubbi espressi dalla Commissione igienico edilizia del Comune nel luglio del 1952, sia in merito alla completa eliminazione del giardino, considerato un piacevole elemento di raccordo con il parco circostante, sia riguardo al fatto che la volta del padiglione giunta in facciata mal si sarebbe integrata con gli elementi architettonici preesistenti, l’ampliamento venne approvato e portato a termine da Nervi.
Come previsto, realizzazioni ispirate a filosofie progettuali molto diverse, quella di Ettore Sottsass e quella di Pier Luigi Nervi (“l’estetica della macchina” del primo e “l’espressionismo strutturale” del secondo) entrarono in contatto nel prospetto su corso Massimo d’Azeglio. Il problema della facciata, quindi, affrontato in un tentativo progettuale rimasto sulla carta (probabilmente attribuibile allo stesso Nervi, essendo venuti a mancare sia Ettore Sottsass sr., sia Roberto Biscaretti di Ruffia, chiamati a collaborare al nuovo progetto), che eliminava gran parte dell’architettura di Sottsass esclusa la rotonda e prevedeva la costruzione di un grattacielo, è rimasto fin da allora insoluto ed è ancora oggi una questione aperta.

### Torino Esposizioni: il Teatro Nuovo
Al teatro al chiuso si accedeva direttamente da corso Massimo d'Azeglio. Lo spazio interno era caratterizzato da una accentuata polifunzionalità. Tramite un vasto ridotto si entrava nell'unica grande sala «di m. 24x40, avente al lato di via Petrarca tre salette, e al lato verso l'interno, il bar». La sala era «destinata a servire sia come sala delle feste» con pavimento in piano e tavolini, «sia come sala del teatro» in cui la pendenza occorrente era ottenuta per mezzo di pedane in legno di diversa altezza opportunamente fissate al pavimento, sulle quali erano poi fissate le poltrone. «Le corsie di passaggio erano a rampa senza scalini»; il ridotto poteva all'occorrenza «essere incorporato alla sala, essendo da questa separato solo da tendaggi», rendendo in tal modo possibile una capienza di 1.600 spettatori seduti.
Il teatro al chiuso è l’unica, tra le parti del complesso Palazzo della Moda realizzato da Ettore Sottsass sr. distrutte o gravemente danneggiate nel bombardamento dell'agosto 1943, a non aver subito nella ricostruzione del dopoguerra modifiche preponderanti rispetto al progetto originario; all’edificio, ricostruito da Pier Luigi Nervi, fu imposto il nome di “Nuovo”.
Si tratta di un volume a pianta rettangolare, con accesso anora oggi tramite portico da corso Massimo d’Azeglio e sviluppo longitudinale lungo via Francesco Petrarca, su cui svetta la torre scenica. Il piano terra, insieme ai servizi di accoglienza, biglietteria e caffetteria, ospita nella ricostruzione di Nervi tre sale teatrali agibili contemporaneamente, una più grande centrale, due minori laterali.
Oltre alla varia programmazione teatrale, in seguito all’incendio del Teatro Regio avvenuto nel 1936, presso il teatro al chiuso di Sottsass - poi Teatro Nuovo - si allestirono spettacoli d’opera e si eseguirono concerti sinfonici, fino alla ricostruzione del teatro lirico ad opera di Carlo Mollino conclusa nel 1973.
Dal 1987 fino al settembre del 2022 il teatro è stato gestito dalla Fondazione Teatro Nuovo.

### Torino Esposizioni: il Padiglione Morandi (1959)
Nel 1959, in occasione delle imminenti celebrazioni del centenario dell’Unità d’Italia, venne deciso un ulteriore ampliamento di Torino Esposizioni. Considerata l’impossibilità di estendere ancora in superficie il già imponente complesso, si optò per la realizzazione di un edificio ipogeo localizzato nell’area che aveva ospitato il laghetto dei pattinatori e che un tempo era stata sede del galoppatoio della Società ippica torinese. In superficie la copertura con un manto erboso avrebbe garantito l’integrazione nel parco e lo spazio sarebbe stato destinato ad area per i giochi dei bambini. Una ardita galleria sotterranea di 150 metri. dotata di tapis roulant avrebbe collegato il nuovo padiglione al resto del complesso. Il progetto del padiglione fu affidato all’ingegnere Riccardo Morandi, esperto nella tecnica del cemento armato precompresso.
Per quanto riguarda in generale l’aspetto progettuale, Morandi non condivideva l’impostazione tecnicista-positivista di Pier Luigi Nervi; al contrario, egli riteneva che prima venisse l’idea architettonica e soltanto dopo, partendo da essa, venissero i calcoli per realizzarla. In particolare, il progetto di questo padiglione era per Morandi «l’occasione per mettere a frutto i lunghi anni di sperimentazione sul cemento precompresso nella creazione di ponti, da lui considerati “i veri monumenti del nostro tempo”, creando uno spazio libero sospeso, definito solo dal dosaggio di forze che sono per lo più interne, secondo quella coazione esterna che Nervi non amava utilizzare perché ritenuta “artificio innaturale”».
Occorre ricordare che inizialmente il progetto non ricevette il nulla osta della Soprintendenza ai monumenti del Piemonte con la motivazione della necessità di preservare il Parco del Valentino da ulteriori presenti e future occupazioni di suolo, ma le pressioni del mondo politico-imprenditoriale e in particolare del sindaco di Torino e del presidente della Società Torino Esposizioni, che consideravano il progetto altamente benefico per la città, fecero sì che dai ministeri romani, cui in ultima istanza era demandata la decisione, arrivasse l’approvazione senza riserve. L’opera fu realizzata dalla FIAT in soli sei mesi, appena in tempo per l’inaugurazione del 41º Salone dell’automobile alla presenza del presidente della Repubblica Giovanni Gronchi.
Il salone interrato è situato 8 metri sotto il livello stradale e misura 69x151 metri. La struttura concepita da Morandi genera tre ambienti distinti: le due gallerie laterali comprese tra i sostegni e i muri laterali e la grande sala voltata illuminata da una serie di lucernari visibili dall’area giochi ricavata nel parco soprastante.
Dopo quasi quarant’anni di uso espositivo, nel 1996 la gestione del padiglione passò alla direzione della GTT (Gruppo torinese trasporti) che lo trasformò in parcheggio. Nel 1999 l’Amministrazione comunale e la GTT concordarono un utilizzo polivalente del padiglione: oltre al parcheggio ospitò durante le festività di fine anno Natale in giostra e venne utilizzato dalla città come sede delle attività preparatorie per le elezioni politiche.

### L’attività fieristica (1950-1989)
Le attività che il complesso fieristico Torino Esposizioni ha ospitato dal 1950 al 1989, data in cui vennero trasferite al Lingotto, sono state così varie e numerose da rendere difficile il compito di descriverle tutte, anche soltanto sommariamente.

#### Salone internazionale dell'automobile
La prima esposizione di automobili organizzata in Italia fu la Mostra di automobili tenuta a Torino nell’aprile del 1900 presso la Palazzina delle Belle arti nel Parco del Valentino. Dopo alterne vicende che portarono negli anni seguenti l’esposizione anche a Milano e Roma, dal 1948 essa si tenne definitivamente soltanto a Torino: a Torino Esposizioni fino al 1982, al Lingotto dal 1984 alla 68ª edizione del 2000, che fu l’ultima.

#### Salone internazionale della tecnica
L’antecedente di questo salone, tenutosi la prima volta con questo nome nel 1951, fu la 1ª Mostra nazionale della meccanica e della metallurgia, inaugurata nell’autunno del 1932 nel Palazzo del Giornale. Erano gli anni, dopo la crisi del 1929, in cui la meccanica stava assumendo un ruolo primario nello sviluppo economico del Paese, e Torino e il Piemonte erano già aree con una forte presenza industriale. Nel 1937 la 6ª Mostra della meccanica venne trasferita nella galleria della metropolitana costruita sotto la nuova via Roma appena edificata dal regime; in questa sede rimarrà fino al 1939, quando fu sospesa a causa della guerra.
Finita la guerra, nel 1948, si tenne nel rinnovato complesso (da allora chiamato Torino Esposizioni) la Mostra nazionale della tecnica e della meccanica. L’anno seguente, l’industriale conte Giancarlo Camerana affiancò a questa mostra la 1ª Mostra degli scambi con l’Occidente, con l’intento di valorizzare la città di Torino, oltre che per la meccanica e la metallurgia, anche come ponte per gli scambi economici con le altre nazioni dell’Occidente. Già in questa edizione furono istituiti tre settori: materie plastiche, tecnica fotografica e cinematografica, meccanica agraria e macchine da cantiere. Nel 1950 le due manifestazioni si presentarono ancora separate, ma nel 1951 si fusero dando vita al 1º Salone internazionale della tecnica.
Negli anni a seguire questo organismo espositivo, aperto a molteplici iniziative capaci di svilupparsi autonomamente, sempre anticipando i tempi e fornendo innovativi indirizzi di ricerca e sviluppo, via via focalizzò l’attenzione su temi cruciali quali: la meccanizzazione agraria; la missilistica; l’automazione e la meccanizzazione delle aziende; i calcolatori elettronici; le materie plastiche; l’energia nucleare; l’aeronautica; affiancando alla mostra pratica la discussione teorica attraverso l’organizzazione di innumerevoli incontri di studio e congressi sulle questioni più importanti all’ordine del giorno.

#### Riunioni medico-chirurgiche internazionali, Mostra delle arti sanitarie
Nel 1951 si inaugurò la serie delle Riunioni medico-chirurgiche internazionali a cui parteciparono un gran numero di medici provenienti da tutto il mondo, impegnati a scambiare cognizioni ed esperienze in congressi e incontri di studio. Accanto alle riunioni scientifiche si organizzarono mostre di arti sanitarie in cui era esposto quanto di più avanzato la tecnica offriva alla medicina.

#### IPSOA
Torino Esposizioni ebbe fin dall’inizio il compito di fornire a imprenditori e dirigenti d’industria la necessaria e continua istruzione professionale attraverso congressi, convegni, conferenze e incontri di studio. Nel 1952 l’Istituto post-universitario per lo studio dell’organizzazione aziendale (IPSOA) stabilì la sua sede presso Torino Esposizioni.

#### FLOR 61
Fiori del mondo a Torino, la grande esposizione floreale che si svolse dal 28 aprile al 15 giugno 1961 nell'ambito di Expo 1961, nel corso delle celebrazioni per il centenario della proclamazione del Regno d'Italia.

#### Salone della calzatura e della pelletteria
Nel 1961 iniziò la serie dei saloni dedicati a questi settori produttivi in forte e complessa crescita, sia sul mercato nazionale sia su quello internazionale, tra innovazione tecnologica e antica tradizione.

#### Salone-mercato internazionale dell’abbigliamento
L’industria tessile e dell’abbigliamento anche dopo la guerra ha rappresentato per l’economia torinese e piemontese un capitolo di rilevante importanza. Data al 1955 il 1º Salone-mercato internazionale dell’abbigliamento, iniziativa dell’Ente italiano della moda (erede dell’autarchico ente omonimo fondato nel 1935) a sostegno di un settore, la produzione e il commercio della confezione in serie, in forte sviluppo grazie all’accresciuto benessere della società di massa.

#### Salone internazionale della montagna
Nel 1963, cogliendo l’occasione del centenario del Club Alpino Italiano fondato a Torino nel 1863, fu varato il 1º Salone internazionale della montagna, appuntamento biennale con i tecnici e le industrie per sostenere lo sviluppo delle zone alpine e favorire l’attività delle stazioni di soggiorno estivo e invernale.

#### Salone internazionale dell’aeronautica
Il 1º Salone internazionale dell’aeronautica si tenne nel maggio-giugno 1964 con l’intenzione di inserire Torino, già culla dell’aviazione italiana, nel circuito internazionale dell’industria aeronautica.

#### Salone delle arti domestiche
Alla società di massa si lega anche il “Salone delle arti domestiche” (la prima edizione è del 1964), nel quale oltre all’antiquariato trova spazio il design e l’innovazione tecnologica.

#### Salone europeo della metallurgia
È del 1964 la prima edizione del “Salone europeo della metallurgia” (il “MET ‘64”) promosso dalle maggiori associazioni di categoria con l’appoggio del Mercato europeo comune.

#### Salone della profumeria e dei cosmetici
A Torino capitale dell’industria pesante si volle con questo salone, il primo in Europa sul tema, dare risalto alla vitalità della città come centro commerciale relativamente a un settore in forte crescita.

#### Natale dei bimbi
Ogni anno le aziende industriali della città in l’occasione delle feste di fine anno offrivano doni ai figli dei loro dipendenti convenuti insieme ai genitori in una Torino Esposizioni trasformata in gigantesco luna park.

#### Salone internazionale del libro
Venendo ad anni più recenti, va ricordato che nel 1988 venne inaugurato a Torino il Salone del libro, la più grande manifestazione italiana nel campo dell’editoria. Fino al 1991 il Salone si tenne a Torino Esposizioni, successivamente presso la nuova sede del Lingotto. Infine, il complesso ospitò negli anni innumerevoli manifestazioni sportive e importanti mostre d’arte, spettacoli ed eventi musicali.

### I XX Giochi olimpici invernali (2006)
Nel 2006 si tennero a Torino i XX Giochi olimpici invernali e successivamente i IX Giochi paralimpici invernali. Il complesso di Torino Esposizioni fu in entrambi gli eventi una delle sedi di gara: ospitò alcuni incontri di hockey su ghiaccio dei Giochi Olimpici e l'intero torneo di hockey su slittino ai Giochi paralimpici. L'impianto sportivo temporaneo fu una struttura provvisoria allestita all'interno del Padiglione "Giovanni Agnelli": una pista refrigerata per il ghiaccio di circa 60x30 metri, più una per l’allenamento; le tribune avevano una capienza di 5 400 spettatori.

### Il progetto della nuova Biblioteca civica centrale (2023)
La Biblioteca civica centrale di Torino, fondata nel 1869 su innovativa proposta dell’editore e consigliere comunale Giuseppe Pomba, ebbe la sua prima sede al primo piano del Palazzo civico, in piazza Palazzo di Città. L’accrescimento delle raccolte e l’aumento dei lettori col tempo resero la sede insufficiente. Finalmente, nel 1929, dopo numerose proposte e progetti accantonati, la biblioteca trovò una sede adeguata nel ristrutturato ex Palazzo degli Archivi di Stato di guerra e marina, in corso Palestro. Nell’agosto del 1943 questo edificio fu completamente distrutto da un bombardamento aereo. Nel 1948 la biblioteca riaprì provvisoriamente nel salone del Parlamento italiano in Palazzo Carignano dove rimase fino al 1960, data in cui fu inaugurata la nuova sede, edificata sulla stessa area di quella distrutta nel 1929, con ingresso su via della Cittadella. Alla fine del Novecento anche questa sede risultò fortemente inadeguata, sia per la carenza di spazio nei magazzini librari sia per la concezione architettonica ormai sorpassata in relazione alle esigenze di una moderna biblioteca pubblica. Per porre rimedio a tale situazione, nel 2000 il Comune di Torino decise di indire un concorso internazionale per il miglior progetto della nuova biblioteca, avviando al contempo il reperimento dei fondi necessari per realizzarlo.
Il vincitore del concorso fu l’archistar milanese Mario Bellini. Nel 2001 la Giunta comunale gli commissionò la progettazione del futuro Centro culturale che sarebbe sorto sull'area ex Fonderia Nebiolo ed ex Westinghouse di via Paolo Borsellino. Il centro avrebbe ospitato, oltre alla nuova Biblioteca civica Centrale, un teatro da 1.200 posti. A causa della sopraggiunta crisi finanziaria del 2007-2008 e della conseguente carenza di finanziamenti, l’ambizioso progetto venne prima ridimensionato e poi definitivamente abbandonato. L’area in questione fu destinata, tra il 2011 e il 2014, alla costruzione di un supermercato, di un centro congressi e di un hotel.
In alternativa, fin dal 2013, si era fatta strada nell’Amministrazione comunale l’opzione di destinare l’ex complesso fieristico Torino Esposizioni, dal 1989 pressoché inutilizzato in quanto sostituito dal Lingotto, a nuova sede della biblioteca: si sarebbe trattato di un progetto meno costoso di quello di Bellini, da realizzare in condivisione con l’Università (già presente nel complesso) e con il Politecnico di Torino (al quale furono destinati alcuni spazi), con la possibilità di utilizzare una parte dei fondi post-olimpici. Si arrivò così al 2019, quando apparve evidente che i fondi disponibili non sarebbero stati comunque sufficienti, e la nuova biblioteca di nuovo si allontanò.
Nel 2021 il Parlamento italiano ha approvato il PNRR (Piano nazionale di ripresa e resilienza), al cui interno e all'interno del PNC (Piano nazionale per gli investimenti complementari al PNRR) ha trovato spazio il progetto “Torino, il suo parco e il suo fiume: memoria e futuro” che riguarda la riqualificazione del Parco del Valentino e il recupero dell’ex complesso fieristico Torino Esposizioni. L’intervento prevede: il recupero e la valorizzazione del verde pubblico del parco; il ripristino della navigazione fluviale; il restauro del Borgo medievale; la realizzazione della nuova Biblioteca civica centrale nel complesso Torino Esposizioni; la ristrutturazione del Teatro Nuovo per attività teatrali e culturali. 
La progettazione della nuova biblioteca e la riqualificazione del Teatro Nuovo sono state affidate agli studi di architettura ICIS (Torino), Rafael Moneo (Madrid) e Isolarchitetti (Torino). I lavori sono iniziati nell’autunno 2023 e si prevede saranno completati nel 2026. I fondi del PNRR consentiranno di realizzare il progetto di insediamento della nuova Biblioteca civica Centrale di Torino nel Padiglione Giovanni Agnelli. Il progetto della Nuova Biblioteca Centrale di Torino è finanziato dal Ministero della Cultura nell'ambito del Piano Nazionale per gli investimenti complementari al Piano Nazionale di Ripresa e Resilienza (PNRR). Programma D.1 "Piano degli investimenti strategici sui siti del patrimonio culturale, edifici e aree naturali".